# Almenara (banda)
Almenara fue una banda de música folk castellana formada en Valladolid a principios de los años 1980 que estuvo en activo hasta finales de la década. 

## Historia
Varios de sus componentes provenían de otro grupo llamado Faenas, y a lo largo de su trayectoria actuó por toda Castilla y León e incluso en Poitiers y Montmorillón con creciente éxito.
El espaldarazo definitivo del grupo vino en la Bienal Internacional del Sonido de Valladolid donde sus componentes masculinos recibieron el primer premio oficial, y sus componentes femeninos, el del público. 
Su última actuación fue en noviembre de 1988 en Segovia no pudiendo volverse a reunir desde entonces dado que más de la mitad de sus integrantes pasaron a formar parte del grupo Celtas Cortos.

## Discografía
Grabaron dos LP con el sello Tecno Saga: 
- Desde aquel día de Abril... (Amapolas Comuneras) (1984)
- ¡Vaya Postín! (1986)

## Integrantes
- Mª Dolores Gutiérrez: Voz y percusión
- Belén Artuñedo: Voz y percusión
- Jesús Hernández Cifuentes: Voz, gaita charra, tamboril, guitarra, bajo y percusión
- Carlos Soto: Flautas soprano, tenor y sopranito, ocarina, dulzaina y percusión
- Juan José Conde: Voz, dulcimer, dulzaina, flauta tenor, guitarra y percusión
- Eduardo Burgos: Voz, guitarra, bajo y percusión
- Ignacio Enrique Cabero: Voz, laúd y percusión
- Luís Martínez de Tejada: Violín
- Ignacio Castro: Batería

También fueron integrantes del grupo: Javier Maderuelo, Javier Carranza, Arturo González, Manuel, y Luis (batería).